# How Soon Is Now? (песня t.A.T.u.)
«How Soon Is Now?» — четвёртый сингл с альбома 200 km/h in the Wrong Lane группы «Тату», выпущенный летом 2003 года. Данная композиция является кавер-версией на песню «How Soon Is Now?» группы The Smiths. Продюсерами трека стали Мартин Кирзенбаум и Роберт Ортон. Песня считается более коммерчески успешной по сравнению с оригинальной композицией, несмотря на то, что не издавалась в США.

## О сингле
Песне удалось добиться успеха в европейских хит-парадах, попав в топ-10 в Финляндии и Швеции. Музыкальное видео было снято в виде исполнения песни в закулисных сессиях и живых выступлений.

## Критика
Песня получила смешанные отзывы от музыкальных критиков, которые посчитали, что треку не хватало оригинальности, хотя среди всех каверов, версию t.A.T.u. признали лучшей.
Константин Савоськин из музыкального журнала Play назвал версию «очень посредственной». Критик белорусской «Музыкальной газеты», оговорившись, что «дотянуться до уровня творческого тандема Моррисси-Марр сложно» тем не менее назвал версию «отличной», а вокал участниц «пронзительным».
Стивен Томас Эрлевайн из Allmusic описал песню как «вечный гимн неразделенной любви и похоти», но в конце концов подчеркнул песню в качестве изюминки альбома. Критик из entertainment.ie отметил, что, хотя песня была успешной, «их довольно суровая подача песни показывает, что юмор оригинала полностью прошёл мимо них». Джеймс Мартин из PopDust отметил, что его реакции на кавер «Тату» были от «это отвратительно» до «это лучший кавер всех времён […]»
Тодд Бернс из Stylus Magazine заявил, что несмотря на то, что трек «не дотягивает до самостоятельной вещи», в нём присутствует изюминка и его стоит скачать. Отзыв Мэтта Цибула от PopMatters был похож на публикации PopDust: «люди либо восхваляют, либо проклинают „Тату“ за кавер на „How Soon Is Now“, но я не могу присоединиться ни к тем, ни к другим». Цибула пришёл к выводу, что, хотя трек «супер-модный, что хорошо», он счел, что он «не настолько страстный, как некоторые люди утверждают», критикуя вокал группы.
Авторы оригинала также высказали свои мнения. Джонни Марр назвал кавер-версию «просто глупой», но Моррисси оценил её гораздо более положительно:
Интервьюер: Вы слышали кавер Тату на «How Soon Is Now»?

Моррисси: Да, и это было великолепно. Абсолютно. Опять же, я не знаю много о них.

Интервьюер: Они российские подростки-лесбиянки.

Моррисси: Ну, а разве мы все — нет?

## Список композиций

### Европа
Макси-сингл — 21 июля 2003
- How Soon Is Now?
- Не верь, не бойся (Евровидение 2003)
- 30 Minutes (Remix)
- Not Gonna Get Us (HarDrum Mix)

Промосингл
- How Soon Is Now? (Альбомная версия)
- How Soon Is Now? (Видео)

### Немецкий сингл
- How Soon Is Now?
- Not Gonna Get Us (HarDrum Mix)

### Японский макси-сингл
- How Soon Is Now? — 3:14
- Я сошла с ума — 3:30
- All the Things She Said (Running and Spinning Remix) — 6:13

## Позиции в чартах

### Chart performance
| Чарт (2003)                         | Пик позиция |
| ----------------------------------- | ----------- |
| Австралия (ARIA)                    | 37          |
| Австрия (Ö3 Austria Top 40)         | 37          |
| Chile (Chile Top 20)                | 7           |
| European Hot 100 Singles            | 32          |
| Бельгия/Фландрия (Ultratop 50)      | 27          |
| Бельгия/Валлония (Ultratop 50)      | 27          |
| Финляндия (Suomen virallinen lista) | 8           |
| Германия (GfK)                      | 33          |
| Greece (Top 20)                     | 7           |
| Нидерланды (Single Top 100)         | 20          |
| Швеция (Sverigetopplistan)          | 10          |
| Швейцария (Schweizer Hitparade)     | 21          |